# Гекаба (Евріпід)
«Гекаба» (точніше «Гекави», ін-грец. Ἑκάβη) — трагедія давньогрецького драматурга Еврипіда, поставлена, ймовірно, в 424 році до н. е.

## Дійові особи
- Гекуба
- Поліксена
- Одіссей
- Агамемнон
- Талфибий
- Поліместор
- Тінь Полідора

## Гекуба як персонаж твору
Героїня трагедії Евріпіда «Гекуба» (424—418 рр. до н. е.). Залишивши руїни Трої, військо ахейців робить зупинку у Фракії. Вона бачить уві сні свого сина Полідора і дочку Поліксену. Налякана баченням, «вселяє жах холодний», вона благає богів врятувати дітям життя. Але дух Ахілла вимагає, щоб йому була принесена в жертву Поліксена. Цариця-рабиня благає Одіссея, який прийшов за її дочкою, зглянутися і нагадує йому, що в свій час сама пощадила його. Посланник ахейців залишається непохитним, навіть коли вона пропонує себе в жертву замість Поліксена. Гекуба стійко переносить смерть дочки. Але потім морський прибій виносить на берег труп Полідора, зрадницьки вбитого фракійським царем Поліместром. Гекуба просить допомоги у Агамемнона, щоб зробити справедливу помсту. За згодою вождя ахейців вона посилає за Поліместром. Коли він приїжджає в табір греків, Гекуба. заманює фракійця з синами в намет, де троянки засліплюють Поліместра і вбивають його дітей.
Образ Гекуби став символом материнського страждання, здатного на помсту. У новий час цей образ був втілений у трагедії «Амстердамська Гекуба» Йоста ван ден Вондели, голландського поета XVII ст.

## Сюжет
Дія трагедії відбувається незабаром після взяття Трої у Фракії, куди ахейці переправилися, починаючи свій шлях додому. Тут тінь Ахілла зажадала принесення в жертву царівни Поліксена. Її матері Гекубі не вдається благати Одіссея про пощаду, а Поліксена сама виявляє бажання померти (ця деталь вперше з'являється в еврипидовой версії міфу). Неоптолем заколює царівну на могилі свого батька. У той же день Гекуба дізнається, що останній з її синів Полідор, захований колись у фракійського царя Поліместора, теж мертвий — убитий заради золота. Вона намагається умовити Агамемнона покарати вбивцю, але той, хоч і співчуває її горю, відмовляє. Тоді Гекуба заманює Поліместора в ахейський табір. Тут троянські жінки вбивають синів фракійського царя, а потім засліплюють його самого. У фіналі він пророкує смерть Гекуби і її перетворення в собаку, а також загибель Агамемнона від руки власної дружини.

## Датування
Точна дата створення трагедії невідома. Але у віршах 455—465 дослідники бачать натяк на очищення Делоса, проведене афінянами взимку 425 р. до н. е.., а вірші 160 і 171—173 були скопійовані Арістофаном в його комедії «Хмари», вперше поставленої в 423 році. Виходячи з цього, датою написання «Гекуби» вважають 424 до н. е.

## Видання російською мовою
- Еврипід. Гекуба. Переклад В. Ф. Анненського // Еврипід. Трагедії. Т. 1. М., 1980. С. 285—340.